# Jaime Cardozo
Jaime Cardozo Tahua (Trinidad, Bolivia, 14 de marzo de 1982) es un exfutbolista y entrenador boliviano. Se desempeñaba como centrocampista. Fue internacional con la Selección boliviana en 3 ocasiones. Actualmente dirige a Chapu Cardozo FC de la Asociación de Fútbol Cochabamba.

## Clubes

### Como jugador
| Club                    | País    | Año         |
| ----------------------- | ------- | ----------- |
| Independiente Petrolero | Bolivia | 2000 - 2001 |
| Mariscal Braun          | Bolivia | 2002        |
| Independiente Petrolero | Bolivia | 2003        |
| Iberoamericana          | Bolivia | 2004        |
| The Strongest           | Bolivia | 2005 - 2008 |
| Aurora                  | Bolivia | 2009 - 2012 |
| Jorge Wilstermann       | Bolivia | 2012 - 2013 |
| Nacional Potosí         | Bolivia | 2014        |
| Arauco Prado            | Bolivia | 2015        |

### Como entrenador
| Club             | País    | Año           |
| ---------------- | ------- | ------------- |
| Real Cochabamba  | Bolivia | 2018          |
| Arauco Prado     | Bolivia | 2019          |
| Cala Cala        | Bolivia | 2020          |
| Don Bosco        | Bolivia | 2021          |
| Chapu Cardozo FC | Bolivia | 2021-presente |